# Přímořská bánovina

Přímořská bánovina

Přímořská bánovina (srbochorvatsky Primorska banovina) byla jedna z bánovin (administrativních jednotek) Království Jugoslávie mezi lety 1929 a 1939. Zabírala oblast dnešní Dalmácie v Chorvatsku a jihozápadní část současné Bosny a Hercegoviny. Jejím hlavním městem Split.
Bánovina na severu hraničila se sávskou, na východě se zetskou a na severovýchodě s drinskou. Důležitými centry byla kromě hlavního města ještě také Mostar a Knin, na západě tvořil Italskou enklávu Zadar. V roce 1939 bánovina zanikla, když se stala součástí autonomní Chorvatské autonomní bánoviny. Po roce 1945 bylo její území rozděleno mezi Chorvatsko a Bosnu a Hercegovinu.